# Pietro IV Geraigiry
Pietro IV, nato Barakat Geraigiry (Zahle, 18 agosto 1841 – Beirut, 24 aprile 1902), è stato arcieparca di Baniyas e quattordicesimo patriarca della Chiesa melchita.

## Biografia
Nato a Zahle, in Libano, il 18 agosto 1841, Barakat Geraigiry è stato ordinato sacerdote il 16 marzo 1862 con un permesso speciale a causa della sua giovane età. Istituì una scuola elementare a Zahlé e divenne insegnante nel collegio patriarcale di Beirut. Dal 1874 al 1878 ha studiato teologia in Francia. Ritornato in Libano è diventato direttore delle scuole della sua diocesi. Nel 1882 è stato nominato delegato patriarcale, ed ebbe modo di visitare Roma, Parigi e Istanbul.
Il 21 febbraio 1886 fu consacrato vescovo dal patriarca Gregorio II Youssef-Sayour, che lo destinò alla nuova arcieparchia di Baniyas, dove ebbe modo di fondare ventitré scuole.
Alla morte di Gregorio II, Barakat Geraigiry fu eletto nuovo patriarca della Chiesa melchita il 24 febbraio 1898 e confermato da papa Leone XIII, malgrado il parere negativo di Propaganda Fide, il 24 marzo successivo.
I quattro anni del suo pontificato furono segnati dalla crisi. Sorsero infatti malcontenti all'interno della Chiesa melchita a causa di alcune nomine fatte dal patriarca senza la consultazione del Santo Sinodo, e per il tentativo di Pietro IV di spostare la sede patriarcale da Damasco a Beirut. Anche i suoi rapporti con la congregazione di Propaganda Fide sono stati spesso tesi, soprattutto perché Roma voleva la convocazione di un sinodo per definire in dettaglio le competenze e l'autonomia del patriarca e di tutto il clero melchita, mentre Geraigiry non convocò mai il Santo Sinodo durante il suo regno.
Pietro IV è morto a Beirut il 24 aprile 1902.

## Genealogia episcopale e successione apostolica
La genealogia episcopale è:
- Vescovo Filoteo di Homs
- Patriarca Eutimio III di Chios
- Patriarca Macario III Zaim
- Vescovo Leonzio di Saidnaia
- Patriarca Atanasio III Dabbas
- Vescovo Néophytos Nasri
- Vescovo Efthymios Fadel Maalouly
- Patriarca Cirillo VII Siage, B.S.
- Patriarca Agapio III Matar, B.S.
- Patriarca Massimo III Mazloum
- Patriarca Clemente I Bahous, B.S.
- Patriarca Gregorio II Youssef-Sayour, B.S.
- Patriarca Pietro IV Geraigiry

La successione apostolica è:
- Patriarca Cirillo IX Moghabghab (1899)
- Vescovo Ignatius Homsi (1899)
- Arcivescovo Paul-Raphaël Abi Mourad (1900)
- Vescovo Grégoire Haggiar (1901)
- Arcivescovo Flavien Cyrille Khoury (1901)
- Vescovo Clément Malouf, B.S. (1901)